# Ferienheim Bergkristall: Alles neu macht der May
Alles neu macht der May ist der sechste und letzte Schwank der Reihe Ferienheim Bergkristall aus dem Jahr 1989. Er wurde am 29. Dezember 1989 zum ersten Mal im Ersten Programm des Fernsehens der DDR ausgestrahlt.

## Handlung
Das Ferienheim Bergkristall unter Heimleiter Helmut Oberpichler wird rekonstruiert. Die vom Bauleiter Paul May geleiteten Rekonstruktionsarbeiten stehen kurz vor dem Abschluss, doch stellt sich die Frage, ob der geplante Übergabetermin am 6. Januar gehalten werden kann, wenn alle Handwerker über Silvester nach Hause fahren. Als der bekannte DDR-Sänger Peter Wieland in der Nähe des Ferienheims mit seinem Lada eine Panne hat, kommt Hugo Stieglitz auf die Idee, ihn aufzuhalten, damit er über das Silversterfest im Ferienheim bleibt. So haben auch die Handwerker einen Grund, nicht zu ihren Familien zurückzufahren, sondern ihre Angehörigen in das Ferienheim Bergkristall zu holen, um dort gemeinsam mit Peter Wieland Silvester zu feiern. So kann auch der Übergabetermin eingehalten werden, zumal Bürgermeister und Gemeinderat sowie die 10. Klasse der Bergkristall-Oberschule, die Robert Wachtel besucht, sich für die restlichen Aufräumungsarbeiten zur Verfügung stellen.
Am Schluss bereiten sich Alois Wachtel und Hugo Stieglitz einen Versöhnungstrunk mit umwerfenden Folgen.

## Zusatzinformationen
Aufgrund einer längeren Erkrankung des Drehbuchautors Hans-Joachim Preil konnte die für 1988 geplante Folge erst 1989 entstehen. Die Aufzeichnung fand – im Gegensatz zu den fünf vorhergegangenen Folgen – nicht mehr im Kulturhaus in Zinnowitz statt, sondern in Bitterfeld unmittelbar nach der Wende, auf die sie inhaltlich gelegentlich Bezug nahm (zum Beispiel bei der Benennung von Zimmern Wendehals usw.).